# Jablonové (Bytča)
Jablonové es un municipio del distrito de Bytča en la región de Žilina, Eslovaquia, con una población estimada a final del año 2024 de 895 habitantes.
Se encuentra ubicado al oeste de la región, cerca del curso alto del río Váh (cuenca hidrográfica del Danubio) y de la frontera con la región de Trenčín.

## Demografía
| Año        | 1994 | 2004    | 2014    | 2024    |
| ---------- | ---- | ------- | ------- | ------- |
| Población  | 824  | 864     | 878     | 895     |
| Diferencia |      | +4,85 % | +1,62 % | +1,93 % |

| Año        | 2023 | 2024    |
| ---------- | ---- | ------- |
| Población  | 885  | 895     |
| Diferencia |      | +1,12 % |